# Твин Оукс (Мисури)
Твин Оукс (енгл. Twin Oaks) град је у америчкој савезној држави Мисури.

## Демографија
По попису из 2010. године број становника је 392, што је 30 (8,3%) становника више него 2000. године.
| Група             | 2000.       | 2010.       |
| Белци             | 355 (98,1%) | 380 (96,9%) |
| Афроамериканци    | 1 (0,3%)    | 3 (0,8%)    |
| Азијати           | 4 (1,1%)    | 2 (0,5%)    |
| Хиспаноамериканци | 2 (0,6%)    | 4 (1,0%)    |
| Укупно            | 362         | 392         |